# S/S Nyland (1909)
S/S Nyland av Göteborg var ett svenskt lastfartyg som torpederades 1939 utanför den norska kusten. Besättningen räddades.

## Historik
Nyland var den svenska handelsflottans tredje krigsoffer. Nyland var byggd 1909 hos Doxford & Son i Sunderland på beställning av skeppredare Dan Broström till Ångfartygs AB Tirfing för malmtraden och Nylands historia är ett stycke av den Svenska malmskeppningens historia. Sommaren 1911 tog Nyland med sig bogsprötet på den finska skonaren Laine vid en kollision i Östersjön. Vidare kolliderade Nyland med det norska motorfartyget Borgland, som sedermera torpederades 1941. Vid jultiden 1912 drunknade tre man av Nylands besättning i Emden.
Första världskriget skördade flera av Tirfings stora malmångare, men Nyland hade turen att klara sig. 1923 strandade Nyland på Kullagrundet utanför Smygehuk och tvingades lossa 750 tom malm, innan hon kunde gå flott.
Nyland var som nybyggd en av rederiets största fartyg, men under 30 års utveckling av fartygstonnagets storlek hade Nyland, vid hennes torpedering, blivit rederiets minsta ångfartyg.

## Torpederingen
Den 31 augusti 1939, dagen före Tysklands överfall på Polen, avgick Nyland från Narvik med last av malm mot Workington i England. Sedan krigets utbrott hade rederierna beordrat fartygen att göra  uppehåll i norska hamnar, senast Stavanger. Nyland fick samma order men omdirigerades mot Antwerpen och avgick den 27 september. Sex timmar efter avgång prejades hon av en tysk ubåt. Vid 01:00 tiden sattes kapten Berggren samt andre och tredje styrmannen ombord på ubåten som samtidigt lät tre av sin besättning borda Nyland. medan man undersökte skeppspappren på Nyland kunde flygplan höras, varför ubåten dök med de svenska männen ombord. Ubåten gick sedan upp till ytan och kom till ytan nära Nyland. Man upptäckte nu att man hade närmat sig den norska kusten. Ubåtskapten förkunnade då att Nyland måste sänkas och besättningen fick order att lämna henne kl 08:15. Nyland befann sig då ca 17 nautiska mil rakt väst om Stavanger. Då träffade torpeden Nyland som slets upp midskepps av den förödande explosionen. Nyland klövs på mitten och sjönk inom 30 sekunder. Den ena av livbåtarna förde segel och bogserade den andra in mot land. Efter ett par timmar kom den norska torpedbåten Stegg ut och tog livbåtarna på släp in till Risaviken vid Stavanger. 